# Helen Walker
Helen Marion Walker (17 de julio de 1920 – 10 de marzo de 1968) fue una actriz estadounidense.

## Biografía

### 1920–1940: Primeros años
Helen Marion Walker nació el 17 de julio de 1920 en Worcester, Massachusetts, hija de padres irlandeses-estadounidenses. Según Walker, creció "bastante pobre". Su padre, que regentaba una tienda de comestibles, murió cuando ella tenía seis años, y ella y sus dos hermanas se fueron a vivir a una granja en Upton, Massachusetts. Su madre consiguió un empleo en unos grandes almacenes, pero más tarde sufrió una crisis nerviosa.
Su primera experiencia como actriz fue en el instituto, donde actuó en obras escolares. Obtuvo una beca para la Erskine School of Dramatics de Boston  y cursó un semestre de estudios, pero se retiró tras terminar su primera obra, avergonzada por su actuación.

### 1941–1946: Inicios profesionales y cine
Tras abandonar los estudios en la Erskine School of Dramatics, Walker comenzó a actuar en el teatro local. En Broadway, interpretó a Lisa Otis en Jason (1942). Se casó con el abogado de Paramount Robert Blumofe el 19 de noviembre de 1942 en Tijuana, México, pero el matrimonio terminó en divorcio en 1946.
Walker debutó en el cine en 1942 con Lucky Jordan, una comedia protagonizada por Alan Ladd. Se labró una sólida reputación interpretando papeles principales en comedias como lo que ella denominaba una "reactress", una heterosexual para los protagonistas cómicos en películas como Brewster's Millions y Murder, He Says, ambas estrenadas en 1945.
Según Yvonne de Carlo, Walker, "la estrella de buen carácter pero de habla dura", tomó a Gail Russell "bajo su protección y la introdujo en los beneficios tranquilizantes del vodka" cuando ambas estaban contratadas por la Paramount. Russell se convirtió posteriormente en alcohólica.

### 1947–1955: Accidente automovilístico y declive de su carrera

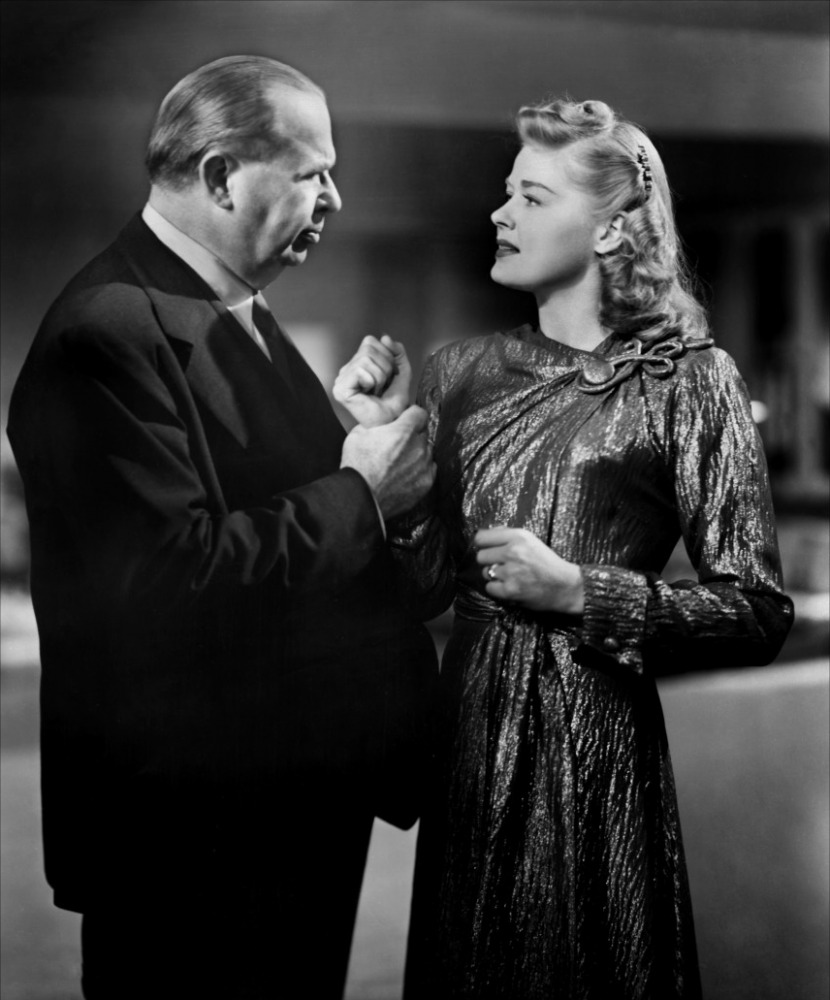
Charles Coburn y Helen Walker en Impact (1949).

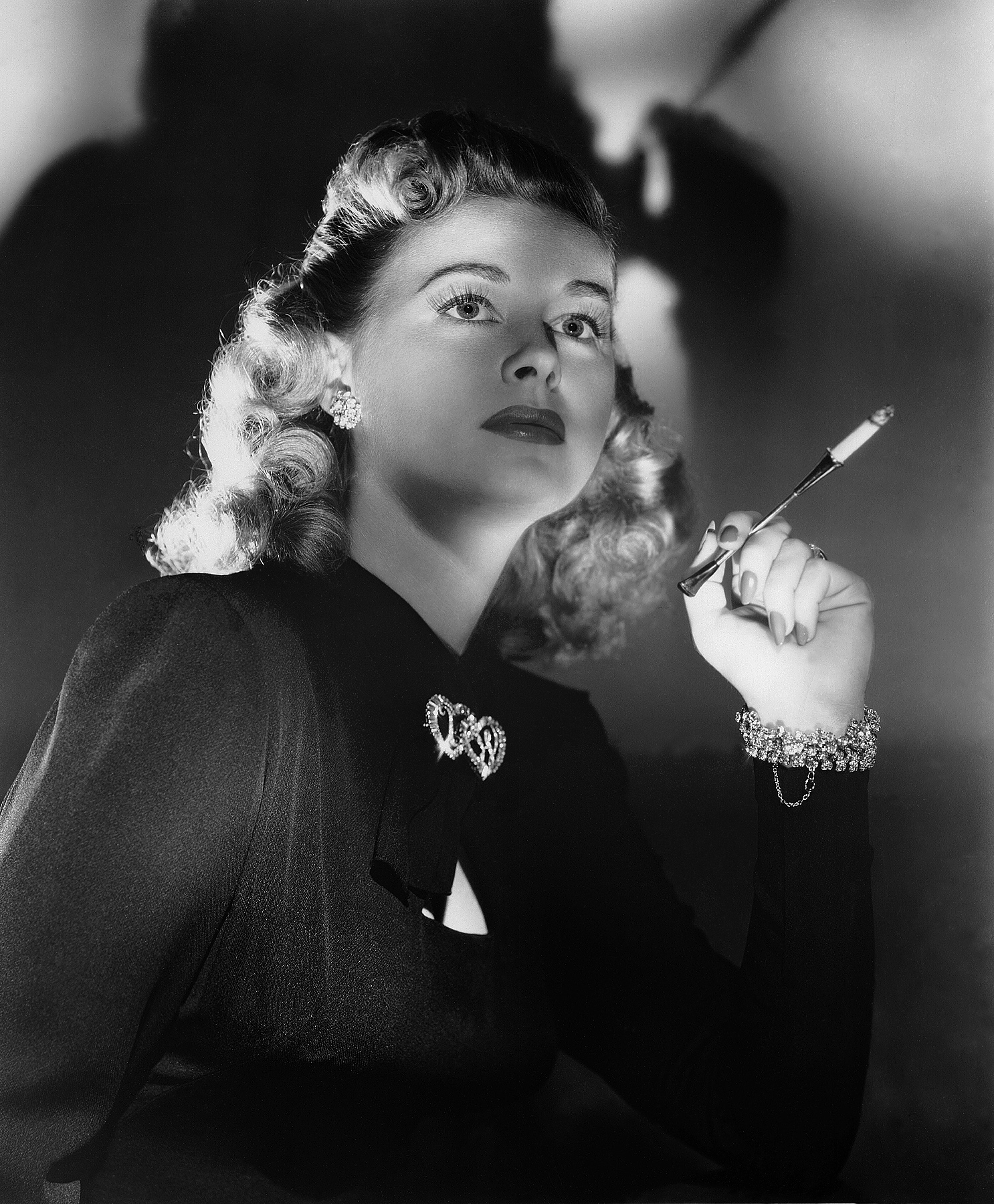
Helen Walker en una foto publicitaria de Impact (1949).

Walker acababa de terminar el rodaje de Her Adventurous Night (1946) y se disponía a comenzar Heaven Only Knows cuando un accidente automovilístico interrumpió drásticamente su carrera. El 31 de diciembre de 1946, mientras conducía un cupé descapotable que pertenecía al director Bruce "Lucky" Humberstone desde Palm Springs a Hollywood por la U.S. Route 99, recogió a tres autoestopistas: primero, un soldado llamado Robert E. Lee, y más tarde los estudiantes de 18 años Philip Mercado y Joseph Montalde. Cerca de Redlands, California, el coche se salió de la carretera y entró en una franja divisoria de tierra y rodó durante más de noventa metros, volcando hasta siete veces y expulsando a los cuatro pasajeros. Lee murió al golpearse la cabeza contra el pavimento, y Walker y los otros dos pasajeros resultaron gravemente heridos. Walker sufrió fracturas de pelvis y clavícula, así como aplastamiento de un pie, y pasó más de un mes en el hospital. Mercado, que había salido despedido casi a casi 80 pies (24,4 m) del coche, demandó a Walker por 150.000 dólares, alegando que Walker conducía "como una tonta", ignoró sus peticiones de reducir la velocidad y desvió su atención de la carretera para pedirle un cigarrillo justo antes del accidente. Montalde demandó a Walker por valor de 100.000 dólares. La policía estimó que Walker había circulado a más de 80 mph (128,7 km/h) y un agente declaró que había olido alcohol en su aliento. Un jurado forense determinó que Walker había conducido de forma negligente. Fue acusada de homicidio involuntario por la muerte de Lee, pero la acusación se desestimó posteriormente por falta de “pruebas”. Walker fue sustituida en Heaven Only Knows por Marjorie Reynolds.
A pesar del accidente y de sus problemas legales, Walker siguió actuando, y apareció en el que quizá sea su papel más famoso, el de psicoanalista tramposa en la versión original de Nightmare Alley (1947) con Tyrone Power. También tuvo papeles destacados en películas como Call Northside 777 (1948) con James Stewart, My Dear Secretary (1948) con Kirk Douglas e Impact (1949) con Brian Donlevy.
En 1950, Walker se casó con el ejecutivo de unos grandes almacenes Edward DuDomaine, pero la pareja se divorció en 1952.
Tras protagonizar My True Story (1951) y Problem Girls (1953), Walker hizo su última aparición en el cine en la película de cine negro de Joseph H. Lewis The Big Combo con Cornel Wilde en 1955. Se retiró de la actuación a los 35 años.

### 1956–1968: Post-actuación
En 1960, tras un incendio en la casa de Walker, otras actrices de Hollywood organizaron una gala benéfica para ayudarla.

## Muerte
Walker falleció de cáncer tras nueve años de enfermedad el 10 de marzo de 1968, en la sección North Hollywood de Los Ángeles, California, a la edad de 47 años.

## Afiliación política
Una demócrata, Walker apoyó la campaña de Adlai Stevenson en las elecciones presidenciales de 1952.

## Filmografía

### Cine
| Año  | Título                      | Papel                   | Notas |
| ---- | --------------------------- | ----------------------- | ----- |
| 1942 | Lucky Jordan                | Jill Evans              |       |
| 1943 | The Good Fellows            | Ethel Hilton            |       |
| 1944 | Abroad with Two Yanks       | Joyce Stuart            |       |
| 1945 | The Man in Half Moon Street | Eve Brandon             |       |
| 1945 | Brewster's Millions         | Peggy Gray              |       |
| 1945 | Murder, He Says             | Claire Matthews         |       |
| 1945 | Duffy's Tavern              | Helen Walker            |       |
| 1946 | People Are Funny            | Corey Sullivan          |       |
| 1946 | Murder in the Music Hall    | Millicent               |       |
| 1946 | Cluny Brown                 | Elizabeth 'Betty' Cream |       |
| 1946 | Her Adventurous Night       | Constance Fry           |       |
| 1947 | The Homestretch             | Kitty Brant             |       |
| 1947 | Nightmare Alley             | Lilith Ritter           |       |
| 1948 | Call Northside 777          | Laura McNeal            |       |
| 1949 | My Dear Secretary           | Elsie                   |       |
| 1949 | Impact                      | Irene Williams          |       |
| 1951 | My True Story               | Ann Martin              |       |
| 1953 | Problem Girls               | Miss Dixon              |       |
| 1955 | The Big Combo               | Alicia Brown            |       |

### Televisión
| Año  | Título                    | Papel                             | Notas                          |
| ---- | ------------------------- | --------------------------------- | ------------------------------ |
| 1956 | Dragnet                   |                                   | 1 episodio                     |
| 1957 | The 20th Century-Fox Hour | Shirley Larkin                    | 1 episodio                     |
| 1960 | Wichita Town              | Sue, novia de Scotty              | 1 episodio                     |
| 1960 | Lock-Up                   | Janice Horton / Margaret Benedict | 2 episodios (última aparición) |